# Senmut
Senmut (nekad navođen kao Senenmut ili Senmout) bio je staroegipatski arhitekta i državni službenik iz vremena 18. dinastije. Dwo istoričara veruje da je bio ljubavnik faraonke Hatšepsut.
Senemut je najpoznatiji po izgradnji velelepnog hrama Hatšepsuta, jedne od najznamenitijih građevina Starog veka.

## Literatura
- James Henry Breasted: „Inscriptions of Senmut“ u Ancient Records of Egypt, Part Two, sections 345ff.

## Spoljašnje veze
- The Seh-en-Must project, current archaeological work on TT 353
- Web dedicated to Senenmut
- TT71 Senenmut's tomb
- Senenmut: Courtier of Hatshepsut